# Vor Frue fra Meritxell
Vor Frue fra Meritxell er en andorransk romerskkatolsk statue, der viser en situation, hvor jomfru Maria skal have vist sig. Vor Frue fra Meritxell er skytshelgen for Andorra. Den oprindelige statue var fra det 12. århundrede, men det kapel, hvori statuen stod, brændte ned natten mellem 8. og 9. september 1972, hvorved statuen også gik tabt. En kopi blev skabt af Ricardo Bofill i 1976, og den kan nu ses i det genopførte kapel. 
| Religion | Spire Denne religionsartikel er en spire som bør udbygges. Du er velkommen til at hjælpe Wikipedia ved at udvide den. |

42°33′14″N 1°35′25″Ø / 42.5539°N 1.5903°Ø